# 大中臣公隆
大中臣 公隆（おおなかとみ の きんたか）は、平安時代後期の貴族。伊勢神宮大宮司・大中臣公義の次男。官位は従五位上・伊勢守。

## 経歴
元永元年(1118年)6月8日、成功により伊勢神宮大宮司（第84代）に任ぜられる。当時の官位は散位従五位下で、在任6年であった。康和6年(1104年)や天永2年12月(1112年1月)にも大宮司に欠員が出た際に任官を望んでいるが認められなかった。
大宮司在任中の動きとしては、保安2年(1121年)8月に伊勢国で起こった洪水で外宮（豊受大神宮）が浸水の害を受けた際、破損した天平瓮を作り改めて元のように安置するべきかどうかについて、祭主の大中臣親定と共に奏上したことなどが知られている。
大宮司退任後は、長承元年(1132年)頃伊勢守に任ぜられたという。久安6年（1150年）7月6日卒去。享年65。官位は従五位上・伊勢守であった。

## 系譜
- 父：大中臣公義
- 母：大中臣親長の娘
- 妻：大中臣公盛の娘
  - 男子：大中臣公宣(1109?-1188?)
  - 男子：大中臣清宣(1110-1156)
  - 男子：大中臣有長(1116-1182)
  - 男子：大中臣永親(1119-1182)
  - 男子：大中臣師隆(1122-1170)
  - 男子：大中臣隆頼(?-1181)
  - 男子：大中臣義隆(?-?)
  - 男子：尋恵
- 生母不明の子女
  - 女子6人：